# Rivière Sèche (La Tuque)
Pour les articles homonymes, voir Sec et Rivière Sèche.
La rivière Sèche est un affluent de la rivière Atimw qui est un affluent de la rive nord du lac Manouane lequel est à son tour traversé vers le nord-est par la rivière Manouane. Son cours est situé du côté ouest de la rivière Saint-Maurice, dans le territoire de La Tuque, en Mauricie, au Québec, au Canada.
Le cours de la rivière Sèche traverse les cantons de Letondal, de Drouin, et de Lortie. Ce cours d'eau fait partie du bassin versant de la rivière Saint-Maurice laquelle se déverse à Trois-Rivières sur la rive nord du fleuve Saint-Laurent.
L’activité économique du bassin versant de la rivière Sèche est la foresterie. Le cours de la rivière coule entièrement en zones forestières. La surface de la rivière est généralement gelée du début de décembre jusqu’au début d’avril.

## Géographie
La rivière Sèche prend sa source à l’embouchure du lac Black (longueur : 0,5 km ; altitude : 478 m) situé dans le canton de Letondal. L’embouchure de ce lac est située à 17,7 km au sud-est de la confluence de la rivière Sèche, à 40,0 km à l'ouest du centre du village de Wemotaci et à 2,4 km au sud du lac Capimit lequel est traversé par la rivière Ruban.
À partir de l’embouchure du lac de tête, la rivière Sèche coule sur 27,0 km, selon les segments suivants :
Cours supérieur de la rivière Sèche (segment de 6,1 km)
- 2,1 km vers le sud-ouest dans le canton de Letondal, en traversant le lac Sèche (longueur : 479 km ; altitude : 478 m) sur sa pleine longueur ;
- 1,7 km vers le sud-ouest, notamment en traversant le lac du Camp (longueur : 1,5 km ; altitude : 456 m) en contournant une presqu’île s’avançant de 0,5 km vers le nord, jusqu’à son embouchure ;
- 2,3 km vers le sud, notamment en traversant un lac sans nom (longueur : 1,8 km ; altitude : 456 m) sur sa pleine longueur, jusqu’à la limite du canton de Drouin qui correspond à la rive nord-ouest du lac de la Branche ;

Cours inférieur de la rivière Sèche (segment de 20,9 km)
- 4,2 km vers le sud-est, en traversant successivement le lac de la Branche (longueur : 1,4 km ; altitude : 450 m), le lac Tie (longueur : 2,0 km ; altitude : 448 m), jusqu’à la limite du canton de Lortie ;
- 4,1 km vers le sud-est notamment en traversant le lac du Bûcheron (longueur : 1,3 km ; altitude : 440 m) sur 0,9 km, jusqu’au ruisseau à l’Ours (venant du nord-est) ;
- 4,8 km vers le sud-ouest, notamment en traversant un lac (altitude : 424 m), jusqu’au pont d’une route forestière ;
- 6,9 km vers le sud-est, en traversant le lac Day (longueur : 1,0 km ; altitude : 414 m) sur sa pleine longueur, en fin de segment ;
- 0,9 km vers le sud en coupant une route forestière en fin de segment, jusqu’à la confluence de la rivière[2].

La rivière Sèche se déverse dans le canton de Lortie, sur la rive nord du lac Lortie lequel est traversé vers le sud par la rivière Atimw.
La confluence de la rivière Sèche est située à :
- 57,5 km au nord-est du centre du village de Manawan ;
- 10,0 km au nord-ouest du barrage de l’embouchure du Lac Manouane ;
- 32,7 km au sud-est du centre du village de Wemotaci ;
- 106 km au nord-ouest du centre-ville de La Tuque.

## Toponymie
Le toponyme rivière Sèche a été officialisé le 5 décembre 1968 à la Commission de toponymie du Québec.